# Cosmophasis depilata
Cosmophasis depilata är en spindelart som beskrevs av Lodovico di Caporiacco 1940. Cosmophasis depilata ingår i släktet Cosmophasis och familjen hoppspindlar. Inga underarter finns listade i Catalogue of Life.